# Остророг, Станислав
Станислав Остророг (пол. Stanisław Ostroróg; ок. 1400—1477) — польский магнат, политический и военный деятель, дипломат Польского королевства. Каштелян гнезненский (1444—1453), каштелян мендзыжечский (1444—1449), подкоморий познанский (1438), подстолий калишский (1432—1435), сенатор (1444—1476), генеральный староста великопольский, староста бжесць-куявский (1432), воевода калишский (1450—1475), воевода познанский (174—1476).

## Биография
Происходил из польского шляхетского рода Острогов герба «Наленч». Старший сын Сендивоя Остророга (1375—1441), познанского воеводы. Родился около 1400 года. В 1419 году поступил в Краковскую академию.
В 1432 году получил должности подстолия калишкого и бжесть-куявского старосты (от отца). В то же время стал помощником отца в генеральном старостве Великопольши. В 1436 году избирается в Серадзский сеймик. В 1438 году был представителем Познанского воеводства (как временный подкоморий познанский) на коронационном сейме Владислава III. В 1439 году стал генеральным старостой великопольским. Впрочем, уже в 1440 году потерял эту должность.
В 1445 году Станислав Остророг получил староство мендзижецкое. В 1446 году как посол Петркувского сейма прибыл в Литву с призывом к великому князю Казимиру Ягеллончику занять трон Польши. В 1448 году во второй раз стал генеральным старостой великопольским (до 1451 года). В 1449 году Станислав становится каштеляном Гнезно. В том же году женился, получив в вине 400 гривен.
Весной 1453 года становится воеводой калишским. Участвовал в Тринадцатилетней войне с Тевтонским орденом. Сначала способствовал захвату Торуня. Впрочем, в битве под Хойницами Станислав Остророг не выдержал удара конницы и пехоты Тевтонского ордена, начав отступление, перешедшее в общий побег польской армии.
В 1455 году Станислав Остророг возглавлял успешные переговоры с Фридрихом II, курфюрстом Бранденбурга, о его посредничестве между Польшей и Тевтонским орденом. В том же году с наемным войском занял Грудзендз, отразив атаки тевтонцев. В 1456 году подавил беспорядки в Торуне. В то же время представлял короля польского в сеймике Великой Польши и в Великом княжестве Литовском.
В 1462 году Станислав Остророг совершил дипломатическую поездку к богемскому королю Йирже. В 1463 году он вошел в комиссию, которая вела переговоры с Тевтонским орденом. Результатом стало заключение в 1466 году Второго Торунского мира.
В 1467 и 1468 годах Станислав ездил с дипломатическими поручениями к королю Йирже и в 1469 году — венгерскому королю Матвею Корвину, пытаясь извлечь выгоду из конфликта между Богемией и Венгрией — передать богемский трон сыну Казимира IV. также велись переговоры с венгерским королем по заключению брачных соглашений между династиями.
В 1470 году Станислав Остророг пытался получить от императора Священной Римской империи Фридриха III Габсбурга гарантирование выполнения Тевтонским орденом условий Второго Торунского мирного договора и признание решения сейма Богемии об избрании королем Владислава, сына Казимира IV. Результатом было заключение Грацского договора.
В 1471 году Станислав Остророг прибыл в Кенигсберг, где вел переговоры с великим магистром Генрихом Реффле фон Рихтенбергом о признании Вармийского епископства владением польской короны. В том же году присутствовал в Праге на короновании Владислава II королем Богемии. Поддерживал идею предоставления последнему короны Венгрии, Станислав Остророг вел переговоры по этому поводу с пропольской партией Венгерского королевства. В 1472 году Станислав Остророг участвовал в войне против княжества Жаганского, вассала Венгрии. В 1473 году вошел в комиссию, начавшую переговоры с Венгрией о заключении мира, что и было осуществлено в 1474 году.
В 1475 году Станислав Остророг назначен воеводой познанским. В том же году организовал брак Софии, дочери польского короля, с Фридрихом I, маркграфом Бранденбург-Ансбах. Вскоре после этого сопровождал другую королевскую дочь Ядвигу мужа Георга Многого, герцога Ландсгут-Баварского. В 1476 году он участвовал в переговорах с Тевтонским орденом по борьбе против вармейского князя-епископа Николая фон Тунгена.
В конце 1476 года Станислав Остророг вернулся в Познань, где умер в 1477 году.

## Семья
Был дважды женат. Имя его первой жены неизвестно. Дети от первого брака: Мальгоржата и Эльжбета.
Его второй женой была Беата Быстрицкая. Дети от второго брака:
- Ян (1436—1501), познанский воевода, писатель
- Бурнета
- Беата